# Wahlkreis Bad Salzungen I
Der Wahlkreis Bad Salzungen I war ein Landtagswahlkreis zur Landtagswahl in Thüringen 1990, der ersten Landtagswahl nach der Wiedergründung des Landes Thüringen. Er hatte die Wahlkreisnummer 36.
Der Wahlkreis umfasste den überwiegenden Teil des damaligen  Landkreises Bad Salzungen mit folgenden Städten und Gemeinden:  Andenhausen, Bermbach, Borsch, Bremen, Buttlar (Rhön), Dermbach, Diedorf/Rhön, Dietlas, Dönges, Dorndorf, Empfertshausen, Fischbach/Rhön, Frauensee, Gehaus, Geisa, Geismar, Gerstengrund, Kaltenlengsfeld, Kaltennordheim, Ketten, Kieselbach, Klings, Kranlucken, Leimbach, Martinroda, Merkers, Möhra, Motzlar, Oberrohn, Oberzella, Oechsen, Otzbach, Pferdsdorf/Rhön, Bad Salzungen, Schleid, Spahl, Stadtlengsfeld, Sünna, Tiefenort, Unterbreizbach, Urnshausen, Vacha, Völkershausen, Weilar, Wenigentaft, Wiesenfeld, Wiesenthal, Wölferbütt, Zella, Zitters, Brunnhartshausen und Neidhartshausen.

## Ergebnisse
Die Landtagswahl 1990 fand am 14. Oktober 1990 statt und hatte folgendes Ergebnis für den Wahlkreis Bad Salzungen I:
| Direktkandidat    | Partei (Kürzel) | Erststimmen (%) | Zweitstimmen (%) |
| ----------------- | --------------- | --------------- | ---------------- |
| Hans-Peter Häfner | CDU             | 52,2            | 52,4             |
|                   | Chr. L          | -               | 00,2             |
|                   | DFD             | -               | 00,6             |
|                   | REP             | -               | 01,0             |
|                   | DBU             | -               | 00,4             |
|                   | DSU             | 03,5            | 02,2             |
|                   | F.D.P.          | 08,1            | 07,6             |
|                   | LL-PDS          | 08,8            | 08,5             |
|                   | NPD             | -               | 00,1             |
|                   | NFGRDJ          | 07,2            | 05,8             |
|                   | SPD             | 19,2            | 20,6             |
|                   | UFV             | 01,0            | 00,8             |

Es waren 53.666 Personen wahlberechtigt. Die Wahlbeteiligung lag bei 76,7 %.  Als Direktkandidat wurde Hans-Peter Häfner (CDU) gewählt. Er erreichte 52,2 % aller gültigen Stimmen.